# Boechera lasiocarpa
Boechera lasiocarpa là một loài thực vật có hoa trong họ Cải. Loài này được (Rollins) Dorn mô tả khoa học đầu tiên năm 2003.